# Borsa de Tallinn
La Borsa de Tallinn (en estonià: Tallinna Börs, oficialment coneguda com a Nasdaq Tallinn) és el principal mercat de valors d'Estònia i forma part de la xarxa Nasdaq Baltic, que també inclou les borses de Riga i Vílnius. Des de la seva fundació el 1996, ha estat una peça clau en la transformació econòmica d'Estònia, facilitant el finançament empresarial, la inversió i la integració amb els mercats financers europeus.

## Història
La Borsa de Tallinn va ser establerta l'abril de 1995 per 10 bancs comercials, 9 firmes de corredoria i entitats estatals com el Hüvitusfond, el Banc d'Estònia i el Ministeri de Finances, tots amb participacions iguals. Les primeres operacions es van dur a terme el 31 de maig de 1996, amb 11 valors llistats. El 3 de juny del mateix any es va calcular per primera vegada l'índex TALSE.
El 2000, la Borsa de Tallinn i el Depòsit Central de Valors d'Estònia es van fusionar sota una gestió estratègica comuna. L'abril de 2001, el grup finlandès HEX va adquirir una participació estratègica en la Borsa de Tallinn, i el febrer de 2002 es va iniciar la negociació de valors estonians en el sistema de negociació HEX.
El setembre de 2003, després de la fusió entre les operadores de mercats de valors sueca OM i finlandesa HEX, es va crear OMHEX, que es va convertir en la nova empresa matriu de la Borsa de Tallinn. El 2004, amb la fusió dels operadors de mercats de valors finlandès i suec en OMX, la Borsa de Tallinn va adoptar una nova plataforma de negociació. El 2008, Nasdaq i OMX es van fusionar per formar Nasdaq OMX Group, Inc., i la Borsa de Tallinn va passar a anomenar-se Nasdaq OMX Tallinn. El 2014, Nasdaq OMX Group, Inc. va canviar el seu nom comercial a Nasdaq, Inc., i la Borsa de Tallinn es va convertir en Nasdaq Tallinn.

## Estructura i funcionament

### Mercats i segments
Nasdaq Tallinn opera diversos segments de mercat per acomodar diferents tipus d'empreses i instruments financers:
- Llista principal (Main List): Inclou empreses que compleixen amb requisits estrictes de capitalització, transparència i govern corporatiu.
- First North: Un mercat alternatiu per a empreses en creixement que busquen accedir al finançament públic amb requisits menys exigents.
- Mercat de bons: Per a l'emissió i negociació de deute corporatiu i sobirà.

### Instruments financers
Els instruments negociats a la Borsa de Tallinn inclouen:
- Accions: Participacions en empreses cotitzades.
- Bons: Deute emès per empreses o entitats públiques.
- Fons d'inversió: Vehicles que agrupen capitals per invertir en diversos actius.
- Instruments derivats: Com ara futurs i opcions, tot i que el seu volum és relativament baix en comparació amb altres mercats.

## Empreses cotitzades destacades
A data de 2025, la Borsa de Tallinn compta amb una varietat d'empreses de diferents sectors. Algunes de les més destacades són:
- Tallinna Sadam (TSM1T): L'empresa que gestiona el port de Tallinn, una infraestructura clau per al comerç marítim.
- Tallinna Vesi (TVE1T): El principal proveïdor de serveis d'aigua i sanejament a la capital estoniana.
- Coop Pank (CPA1T): Un banc comercial en creixement que ofereix serveis financers a tot el país.
- LHV Group (LHV1T): Un grup financer que inclou serveis bancaris, de gestió d'actius i d'inversió.
- Enefit Green (EGR1T): Una empresa centrada en la producció d'energia renovable, especialment eòlica i solar.[5]

## Desenvolupament recent
En els darrers anys, la Borsa de Tallinn ha experimentat un augment significatiu en l'activitat dels inversors locals. El 2021, el nombre de comptes de valors a Estònia va superar els 80.000, impulsat per l'OPI d'Enefit Green.
El 2022, es van registrar prop de 950.000 transaccions a la borsa, amb un valor total de 390 milions d'euros. Tot i que el nombre de transaccions va augmentar un 5% respecte a l'any anterior, el volum de negociació va disminuir un 25%.

## Índexs de referència
El principal índex de la Borsa de Tallinn és l'OMX Tallinn GI (OMXTGI) que és l'indicador principal del mercat de valors estonià. El 2021, l'índex va assolir un màxim històric de 2.163,59 punts al setembre. Des de l'inici del 2025, ha augmentat un 5,11%, situant-se en 1.824,84 punts a finals de gener. Aquest reflecteix el rendiment de les accions cotitzades a la llista principal, incloent-hi els dividends reinvertits. Aquest índex és un baròmetre clau per als inversors que segueixen el mercat estonià.
Altres índexs inclouen:
- OMX Baltic Benchmark GI: Un índex que agrupa les principals empreses de les borses bàltiques (Tallinn, Riga i Vílnius).
- OMX Baltic 10: Inclou les deu empreses més líquides de la regió bàltica.

## Estadístiques i rendiment
Segons dades recents, l'índex OMX Tallinn GI es troba al voltant dels 1.812 punts. El mercat ha experimentat un creixement sostingut des de la seva fundació, tot i les fluctuacions derivades de factors econòmics globals i regionals.
El volum mitjà de negociació diària és d'aproximadament 731.428 euros, amb una capitalització borsària total que reflecteix la mida relativament petita però dinàmica del mercat estonià.

## Regulació i supervisió
La Borsa de Tallinn opera sota l’estricte marc normatiu establert per les institucions reguladores d’Estònia i de la Unió Europea. L’òrgan principal encarregat de supervisar les activitats del mercat de valors és l’Autoritat de Supervisió Financera d’Estònia (Finantsinspektsioon), una agència governamental independent que funciona sota el paraigua del Banc d’Estònia (Eesti Pank).
Aquest organisme regula tots els participants del mercat financer: borses, entitats d’inversió, bancs, companyies d’assegurances, i gestors de fons, entre d'altres. El seu objectiu és garantir l’estabilitat financera, protegir els inversors i promoure la confiança pública en el sistema econòmic. Per fer-ho, estableix requisits de transparència, controls sobre la divulgació d'informació financera, i mecanismes per prevenir l'abús de mercat, com el tràfic d’informació privilegiada o la manipulació de preus.
La Borsa de Tallinn també està subjecta a la normativa comunitària de la UE, com la Directiva MiFID II (Directiva sobre Mercats d’Instruments Financers), que harmonitza la regulació dels serveis financers a tota la Unió Europea i millora la protecció dels inversors. A més, el sistema de liquidació i compensació d’operacions financeres segueix els estàndards de l’Eurosistema, garantint així una infraestructura robusta i segura per al funcionament del mercat.
Aquest entorn regulador estable i modern és un dels pilars fonamentals que han permès el desenvolupament d’un mercat de valors eficient, transparent i atractiu per a inversors locals i internacionals, així com per a les empreses que hi busquen finançament.

## Participació internacional
Tot i el seu origen local, la Borsa de Tallinn ha adoptat des dels seus inicis una visió internacionalitzadora, convertint-se en una peça essencial dins del sistema financer europeu i global. El seu accés al capital internacional i a tecnologies de darrera generació es va consolidar amb la integració dins del grup OMX el 2004 i, més tard, amb la seva incorporació a Nasdaq el 2008. Aquest fet no només va posicionar Tallinn al mapa dels mercats financers globals, sinó que també li va proporcionar una plataforma de negociació i sistemes de compensació alineats amb els estàndards internacionals.
A través de la seva inclusió en Nasdaq Baltic, una aliança estratègica que inclou les borses de Tallinn, Riga i Vílnius, s’ha creat una regió de mercats interconnectats i cooperatius que comparteixen tecnologia, pràctiques reguladores i iniciatives conjuntes per atraure inversió estrangera. Aquest model ha fomentat la interoperabilitat dels sistemes i l'accés simultani a una gamma més àmplia d'instruments i emissores per part d’inversors de tot el món.
Les empreses cotitzades a la Borsa de Tallinn poden accedir més fàcilment a inversors institucionals internacionals gràcies a l'ús de codis ISIN, informes financers en anglès, i la possibilitat de cotitzar de manera simultània en altres mercats. A més, el mercat estonià forma part de diversos índexs regionals i globals, com el OMX Baltic Benchmark GI i alguns índexs MSCI per a mercats emergents, que donen visibilitat a les seves empreses en l’àmbit internacional.
A través de conferències, fòrums d'inversió, col·laboracions amb institucions financeres estrangeres i iniciatives de sostenibilitat (ESG), Nasdaq Tallinn manté una actitud proactiva per consolidar la seva presència global i facilitar la integració del capital estonià en un context financer cada vegada més interconnectat.

## Educació financera i foment de la inversió local
Un dels pilars fonamentals en què s’ha sostingut el creixement sostingut de la Borsa de Tallinn (Nasdaq Tallinn) al llarg dels darrers anys ha estat el seu compromís amb la promoció de l’educació financera i la cultura d’inversió entre la població estoniana. La borsa, juntament amb altres actors del sector financer, ha desenvolupat una sèrie d’iniciatives destinades a incrementar la comprensió dels mercats de capitals i fomentar la participació activa dels ciutadans en les inversions locals. Aquest enfocament no només ha tingut un impacte directe sobre el nombre d’inversors minoristes al país, sinó que també ha contribuït a la consolidació d’un mercat financer més madur, resilient i amb base local.
Una de les iniciatives més destacades és la celebració anual de la Setmana de la Borsa, una sèrie d’activitats i conferències obertes al públic que tenen com a objectiu oferir una introducció pràctica al funcionament dels mercats de valors, les accions, les obligacions i altres instruments financers. Durant aquest esdeveniment, experts del sector, representants d’empreses cotitzades i analistes financers comparteixen els seus coneixements amb estudiants, petits inversors i persones interessades en començar a invertir. A més, moltes de les sessions s’ofereixen en format en línia, permetent així una participació més àmplia, especialment des de zones rurals.
En col·laboració amb institucions educatives com universitats i escoles secundàries, la Borsa de Tallinn ha desenvolupat també materials didàctics, cursos i tallers enfocats a joves. Aquests programes busquen sembrar la curiositat i el coneixement bàsic sobre finances des d’edats primerenques. Aquesta iniciativa ha estat clau per crear una nova generació d’inversors formats i responsables, capaços de prendre decisions informades sobre el seu estalvi i el seu futur econòmic.
Una altra línia de treball important és la promoció de les OPI (ofertes públiques inicials) com a eina de democratització de la propietat empresarial. La borsa treballa activament amb empreses nacionals que es plantegen sortir a borsa, assessorant-les i animant-les a obrir la propietat a inversors locals. Casos com els d’Enefit Green i Tallinna Sadam han estat exemples reeixits d’ofertes que han generat gran interès ciutadà, permetent que desenes de milers d’estonians es converteixin en copropietaris d’algunes de les empreses més emblemàtiques del país. Aquestes operacions han contribuït no només a la diversificació de l’estalvi, sinó també a un sentiment de corresponsabilitat econòmica.
A més, s’han llançat campanyes a través de mitjans de comunicació i xarxes socials per desmitificar la inversió, combatre la desinformació i animar la ciutadania a apropar-se als mercats amb una visió a llarg termini. Amb el lema “Invertir és per a tothom”, Nasdaq Tallinn ha impulsat una nova narrativa inclusiva sobre la inversió, allunyada dels estereotips elitistes.
En definitiva, la Borsa de Tallinn ha entès que un mercat fort requereix una base d’inversors ben informada i implicada. Amb polítiques actives i una visió pedagògica clara, ha aconseguit que milers de ciutadans vegin en la inversió una eina no només de creixement personal, sinó també de construcció col·lectiva i de participació en el desenvolupament econòmic del país.

## Digitalització i innovació tecnològica
Un dels elements més destacats i diferenciadors de la Borsa de Tallinn és la seva aposta decidida per la digitalització i la innovació tecnològica, que l’ha convertit en una de les borses més avançades del món en termes d’infraestructura digital i eficiència operativa. Aquesta orientació tecnològica no és només una tendència contemporània, sinó que forma part de l’estratègia nacional d’Estònia per esdevenir una societat plenament digitalitzada, basada en la transparència, la seguretat i la facilitat d’accés als serveis públics i privats.
Des de principis dels anys 2000, la Borsa de Tallinn ha integrat solucions tecnològiques d’avantguarda per facilitar la negociació d’actius, millorar la transparència del mercat i reduir els costos operatius tant per a les empreses cotitzades com per als inversors. Un exemple clar d’aquesta transformació és l’adopció del sistema de negociació X-stream INET, desenvolupat per Nasdaq, que permet processar grans volums d’ordres amb una latència mínima, garantint així l’eficiència i l’equitat en les transaccions.
La digitalització també s’ha traduït en una accessibilitat molt més àmplia al mercat. Gràcies a les plataformes de negociació en línia i la integració amb bancs digitals locals, qualsevol ciutadà pot obrir un compte de valors i començar a invertir amb només uns quants clics, sense necessitat de cap tràmit presencial. Aquesta simplicitat i comoditat han estat claus per atraure nous inversors, especialment entre els joves, i per mantenir una participació activa de la societat en el mercat de capitals.
Un altre punt d’innovació destacat és l’ús de la tecnologia blockchain i el seu potencial en el registre i la custòdia de valors. Encara que no s’ha implementat plenament, la Borsa de Tallinn, en col·laboració amb Nasdaq i el govern estonià, ha explorat i pilotat diverses aplicacions basades en blockchain per garantir la seguretat, la traçabilitat i la descentralització de les dades relacionades amb les accions i les votacions corporatives. Aquestes iniciatives han col·locat Estònia a l’avantguarda de l’aplicació de tecnologies emergents en l’àmbit financer.
D’altra banda, la borsa també ha posat èmfasi en la seguretat cibernètica. En un context global on els atacs informàtics poden tenir conseqüències devastadores per als mercats, la protecció de les dades dels usuaris i la continuïtat operativa són fonamentals. Estònia, reconeguda com a líder mundial en ciberseguretat, ha proporcionat un entorn robust perquè la Borsa de Tallinn pugui operar amb alts estàndards de seguretat, tot integrant sistemes de resposta ràpida i protocols de defensa avançats.
A més, la digitalització ha permès una major transparència i accés a la informació financera. Les empreses cotitzades estan obligades a publicar les seves dades i informes en formats digitals accessibles per al públic general, i la plataforma de la borsa ofereix dades en temps real, notícies, informes analítics i altres recursos que ajuden els inversors a prendre decisions informades.
En resum, la Borsa de Tallinn no només ha adoptat la digitalització com una eina de modernització, sinó que l’ha convertit en una part integral del seu funcionament i identitat. Això ha consolidat la seva reputació com una borsa moderna, eficient i preparada per als desafiaments del futur financer global.